# Erlizhen (ort i Kina, Shaanxi, lat 32,93, long 107,21)
Erlizhen är en ort i Kina. Den ligger i provinsen Shaanxi, i den nordvästra delen av landet, omkring 220 kilometer sydväst om provinshuvudstaden Xi'an. Antalet invånare är 17 422. Befolkningen består av 8 430 kvinnor och 8 992 män. Barn under 15 år utgör 14,0 %, vuxna 15-64 år 73 %, och äldre över 65 år 11,0 %.
Runt Erlizhen är det ganska tätbefolkat, med 185 invånare per kvadratkilometer. Närmaste större samhälle är Shangyuanguanzhen, 17,4 km norr om Erlizhen. I omgivningarna runt Erlizhen växer i huvudsak blandskog.
Genomsnittlig årsnederbörd är 1 295 millimeter. Den regnigaste månaden är september, med i genomsnitt 282 mm nederbörd, och den torraste är december, med 3 mm nederbörd.